# Swankas
Swankas, auch Swenkas, (engl. swank Angeberei, Protzerei) sind Männer in Südafrika, die am Wochenende in ihrer Freizeit vor Publikum in eleganten Anzügen im Stil der 1950er Jahre Einzeltanzperformances vorführen. Swankas sind zumeist Wanderarbeiter aus dem Volk der Zulu.
Entstanden ist diese Tanzform in der heutigen südafrikanischen Provinz KwaZulu-Natal, wo sich Männerchöre schon seit langem im A-cappella-Gesang üben.